# Barefoot Ballad
"Barefoot Ballad" ("Balada descalza" o "Balada de los pies descalzos") es una canción escrita por Dolores Fuller con música compuesta por Larry Morris, grabada y popularizada por Elvis Presley. La canción se registró para el álbum de la banda de sonido de la película Kissin' Cousins de 1964. Aunque el título de la canción hace mención de ser una "balada", la canción en sí no es ni una balada clásica ni una balada romántica sino un vivaz tema country fusionado con matices de hillbilly en dos tiempos. 

## Grabación
La parte instrumental del tema se registró en el estudio B de la RCA en Nashville, Tennessee, mientras que Elvis grabó su voz en una sesión aparte en los estudios Radio Recorders de Hollywood, California. Elvis contó con la participación de diversos guitarristas para las sesiones en Nashville y por las características del tema, que era una mezcla de country y hillbilly, se incorporaron banjos y violines en la orquestación. El músico Boots Randolph que habitualmente se encargaba de los instrumentos de vientos, especialmente el saxofón en las grabaciones de Elvis, se ocupó en "Barefoot Ballad" de producir sonidos por medio de soplar una gran botella, característica de la música sureña de los Estados Unidos y popularmente denominada "jug" o "la jarra". 

## Músicos
- Elvis Presley - voz
- Jerry Kennedy - guitarra eléctrica y banjo
- Harold Bradley - guitarra eléctrica y banjo
- Bob Moore - contrabajo
- Cecil Brower - violín
- Boots Randolph - jarra (viento)
- D. J. Fontana - batería
- Buddy Harman - batería
- The Jordanaires - coros [1]

## Coreografía
En la película Elvis interpreta la canción en su rol de Jodie Tatum (un Elvis con cabello rubio) vestido con una especie de traje de rodeo, en la aldea donde vive en las llamadas "Las Grandes Montañas Humeantes" del estado de Tennessee, entre cercos, carretas  con un gran despliegue de bailarines, en especial mujeres, que danzan descalzas la acelerada melodía al compás de la ejecución de instrumentos autóctonos.

## En la cultura popular
Más allá de la temática de la canción en si, Anita Wood una de las primeras novias de Elvis creía que él tenía un fetiche con los pies. Es popularmente comentado que Elvis solía interesarse por ver los pies de las muchachas antes de aceptar salir formalmente con ellas. En su libro "Elvis y yo" su esposa Priscilla daba a conocer que cuando ella viajó a USA por primera vez a visitarlo luego de haberse conocido en Alemania, Elvis le compró unas sandalias de taco alta doradas  y que ella siempre debía lle llevar, acorde a los requerimientos de él, las uñas de sus pies perfectamente pintadas ya que solía notar de inmediato cualquier detalle.